# جيمس غاريث إنديكوت
جيمس غاريث إنديكوت (1898-1993) كان رجل دين كنديًا ومبشرًا مسيحيًا واشتراكيًا.

## العائلة ونشأته
ولد إنديكوت في مقاطعة سيتشوان بالصين، وهو الثالث من بين خمسة أطفال لعائلة تبشيرية ميثودية وتعلم تكلم اللغة الصينية بطلاقة. عادت عائلته إلى كندا في عام 1910. انتُخب والده جيمس إنديكوت رئيسًا للكنيسة المتحدة لكندا في الفترة من 1926 إلى 1928.
جُند إنديكوت في الحرب العالمية الأولى برتبة جندي. بعد الحرب، تلقى تعليمه في كلية فيكتوريا بجامعة تورنتو حيث كان رئيس مجلس الطلاب ومؤسس الحركة الطلابية المسيحية في الجامعة.
حصل إنديكوت على درجة الماجستير وعُين كاهنًا في الكنيسة المتحدة بكندا. في عام 1925، عاد إنديكوت إلى الصين كمبشر وبقي هناك لمعظم العقدين التاليين.

## مبشر في الصين
عندما كان إنديكوت مبشرًا في الصين، درّس اللغة الإنجليزية في الصين وأصبح أستاذًا في اللغة الإنجليزية والأخلاقيات بجامعة اتحاد غرب الصين. أصبح مستشارًا اجتماعيًا لشيانج كاي شيك ومستشارًا سياسيًا لحركة شيانج (حركة الحياة الجديدة) وعمل مستشارًا للمخابرات العسكرية الأمريكية من 1944 إلى 1945 كحلقة وصل بين الجيش الأمريكي والقوات الشيوعية الصينية التي كانت تقاتل اليابانيين في الحرب العالمية الثانية.
في البداية كان مؤيدًا لشيانج كاي شيك وزوجته، وقارن ذات مرة شيانج بأبراهام لنكولن ووصف السيدة شيانج بأنها مزيج من هيلين طروادة وفلورنس نايتينجيل وجان دارك. شعر بخيبة أمل بعد أن رأى ضباط شيانج يُجوعون قواتهم، وفساد الكومينتانغ.
أعجب إنديكوت بالشيوعيين وأصبح صديقًا لتشوان لاي مع استئناف الحرب الأهلية الصينية، وأصبح مؤيدًا للحزب الشيوعي الصيني. خلال الحرب، أوجد شبكة سرية حيث يمكن للقوات الموالية للشيوعية أن تلتقي وتتبادل الأفكار.
بعد الحرب، تحدث في المظاهرات الطلابية، وحث على معارضة الحكومة القومية ما أثار الانتقادات من جانب الكنيسة في كندا. أدى ذلك إلى تركه الكهنوت والبعثة التبشيرية في 5 مايو 1946 بعد أن أعطته الكنيسة المتحدة بكندا إنذارًا طالبةً منه إما تعديل تصريحاته العامة أو الاستقالة. في أغسطس 1946، دُعي إنديكوت للمساعدة في كتابة دستور للرابطة الجديدة لحماية حقوق الإنسان في الصين. طُلب أيضًا مشاركة بول ين وتاليثا جيرلاك وو يا تثونغ وغيرهم من الليبراليين. بناءً على طلب تشوان لاي، انتقل إلى شنغهاي لنشر نشرة شنغهاي الإخبارية السرية والمعادية للكومينتانغ. كانت النشرة موجهة إلى الغربيين في معقل الكومينتانغ، وكذلك كانت محاولة لإقناع الحكومات الغربية بأن نظام شيانج كان فاسدًا وديكتاتوريًا.

## العودة إلى كندا
في عام 1947، عاد إلى كندا. في الوقت الذي كانت فيه الدول الغربية تدعم شيانج وكانت متفائلة بحكومته، نصح إنديكوت الحكومة الكندية بأن سقوط نظام الكومينتانغ أصبح وشيكًا، ثم أعلن عن توقعاته بسقوط نظام الكومينتانغ وإدانته له بسبب فساده. شجبت وسائل الإعلام تعليقاته ووصفتها بالخيانة وحصل على لقب أكثر كندي مكروه في السنة بسبب دعمه للثورة الصينية والحزب الشيوعي الصيني وانتُقد من قبل الكنيسة المتحدة لدعمه للثورة.
واصل دعمه للحزب الشيوعي الصيني من خلال إلقاءه المحاضرات ونشره النشرة الأسبوعية الشرق الأقصى الكندي التي وصل عدد المشتركين فيها إلى 5000 مشترك.

## مؤتمر السلام الكندي
في عام 1949، أسس وأصبح رئيسًا لمؤتمر السلام الكندي وساعد في نشر نشرته التي سُميت رسالة السلام. أصبح أيضًا شخصية بارزة في مجلس السلام العالمي الذي شغل فيه منصب رئيس المعهد الدولي للسلام من 1957 حتى 1971.
في عام 1950، بصفته مندوبًا كنديًا إلى مجلس السلام العالمي في ستوكهولم، شارك إنديكوت في اللجنة التي صاغت نداء ستكهولم للسلام والذي شكل العريضة التي بدأت «الحركة المناهضة للأسلحة النووية» الدولية.